# Thunder Road Pictures
Thunder Road Pictures est une société de production de cinéma et de télévision américaine qui a été créée par Basil Iwanyk (en) en 2000. Le siège de la compagnie se trouve à Santa Monica, en Californie.

## Filmographie partielle

### Cinéma
- 2006 : Firewall de Richard Loncraine
- 2006 : We Are Marshall de McG
- 2008 : Génération perdue 2 de P. J. Pesce (en)
- 2009 : L'Élite de Brooklyn d'Antoine Fuqua
- 2010 : Le Choc des Titans de Louis Leterrier
- 2014 : John Wick de Chad Stahelski et David Leitch (non crédité)
- 2016 : Gods of Egypt d'Alex Proyas
- 2017 : The Current War : Les Pionniers de l'électricité d'Alfonso Gomez-Rejon
- 2017 : John Wick 2 de Chad Stahelski
- 2018 : Attaque à Mumbai d'Anthony Maras
- 2019 : The Informer d'Andrea Di Stefano
- 2020 : Greenland de Ric Roman Waugh
- 2020 : Meurtrie de Halle Berry
- 2022 : The Contractor de Tarik Saleh
- 2023 : Kandahar de Ric Roman Waugh
- 2024 : Monkey Man de Dev Patel
- 2024 : Riposte (Trigger Warning) de Mouly Surya
- 2024 : Relay de David Mackenzie
- 2025 : Fight or Flight de James Madigan
- 2025 : Greenland: Migration de Ric Roman Waugh
- 2025 : Ballerina de Len Wiseman
- prochainement : Wind River: Rising de Kari Skogland

### Télévision
- 2023 : The Continental : From the World of John Wick (série TV)